# Jewgeni Wiktorowitsch Prigoschin

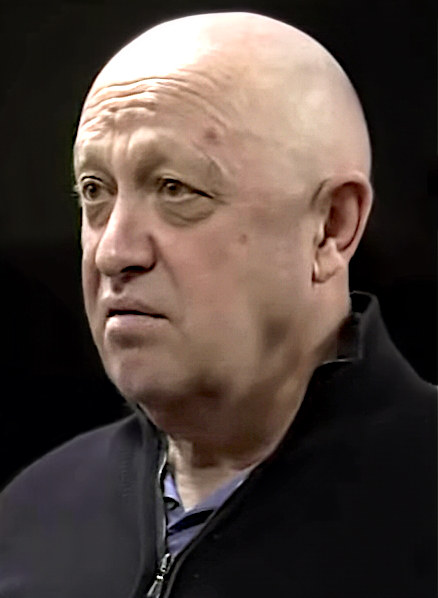
Jewgeni Prigoschin (2023)

Jewgeni Wiktorowitsch Prigoschin (russisch Евге́ний Ви́кторович Приго́жин, wiss. Transliteration Evgenij Viktorovič Prigožin; * 1. Juni 1961 in Leningrad, Russische SFSR, Sowjetunion; † 23. August 2023 bei Kuschenkino, Oblast Twer) war ein russischer Oligarch und Anführer der Gruppe Wagner, einer Privatarmee im Dienste des russischen Staates.
In der Sowjetzeit saß Prigoschin als Krimineller mehrjährige Haftstrafen ab. Nach seiner Entlassung 1990 betätigte er sich in der Sankt Petersburger Gastronomie und lernte den späteren russischen Präsidenten Wladimir Putin kennen, durch dessen Patronage er zu wirtschaftlichem Erfolg und politischem Einfluss gelangte. Unter anderem wurde ihm die Verstrickung in verdeckte Propagandaaktivitäten der russischen Regierung vorgeworfen. Seit 2014 war er der Kopf der Gruppe Wagner, die in mehreren Ländern Afrikas aktiv ist, die sich am russischen Überfall auf die Ukraine beteiligte und der zahlreiche Kriegsverbrechen vorgeworfen werden. Während des russisch-ukrainischen Krieges geriet er in Konflikt mit dem russischen Verteidigungsministerium und rief am 23. Juni 2023 zum Aufstand auf. Er marschierte mit seiner Truppe auf Moskau zu, übernahm kampflos Militäreinrichtungen in Rostow am Don, brach den Aufstand aber schon am folgenden Tag nach Vermittlung des belarussischen Diktators Aljaksandr Lukaschenka ab. Zwei Monate später kamen Prigoschin sowie der militärische Leiter Dmitri Utkin und weitere Wagner-Leute bei einem bisher ungeklärten Flugzeugabsturz ums Leben.

## Leben

### Werdegang

#### Familie, kriminelle Aktivitäten und Begegnung mit Putin
Prigoschin wurde am 1. Juni 1961 in Leningrad geboren. Seine Mutter arbeitete in einem Krankenhaus, sein Vater starb, als er ein Jahr alt war. Sein Stiefvater war wie sein Vater Jude. Später besuchte Jewgeni Prigoschin eine Sportakademie. 1979 wurde Prigoschin wegen Diebstahls von einem Gericht der Sowjetunion zu einer Bewährungsstrafe und zwei Jahre später wegen Raubüberfalls, Wohnungseinbrüchen und anderer Delikte, darunter Anstiftung eines Minderjährigen zum Alkoholkonsum und Strafhandlungen, zu 13 Jahren Haft verurteilt. Er verbüßte neun Jahre seiner Strafe in einem russischen Straflager und wurde 1990 aus der Haft entlassen. Nach seiner Haftentlassung stieg er vom Hotdogverkäufer zum Betreiber des ersten Edelrestaurants in Sankt Petersburg auf. In einem Interview beschrieb er, sein Kontakt zu Wladimir Putin habe bei einem Essen begonnen, bei dem er 2001 Putin und den französischen Präsidenten Jacques Chirac bewirtet hatte und dem russischen Präsidenten positiv aufgefallen war. Journalisten vermuten jedoch, dass Prigoschin schon früher, in den 1990er Jahren, als er sich in der Sankt Petersburger Glücksspielszene betätigt hatte, auf Wladimir Putin getroffen war, der eine Kommission zur Regulierung des Glücksspiels leitete. 2023 gab Putin an, Prigoschin seit den frühen 1990er Jahren gekannt zu haben.

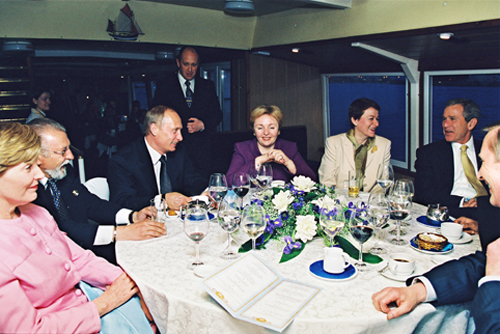
Prigoschin (im Hintergrund) bewirtet Staatspräsident Wladimir Putin und US-Präsident George W. Bush im Mai 2002

#### Prigoschin als Unternehmer
Prigoschin war Inhaber eines komplexen Firmen- und Beteiligungsgeflechts, dessen Anteile häufig zwischen seinen Familienmitgliedern hin- und herbewegt wurden. Die Geschäfte seiner Unternehmen wurden von der in Sankt Petersburg registrierten Firma Accent überwacht. Diese kontrollierte auch die Kunstgalerie seiner Mutter Violetta, seine Immobilien und die Firmen M Invest, an der Prigoschin den Hauptanteil besaß, und M Finans, die wegen ihrer Verbindungen zur Gruppe Wagner unter Sanktionen steht. Beide Firmen waren in Operationen der Gruppe in Afrika verwickelt. Accent selbst gab 2022 lediglich einen Jahresumsatz von umgerechnet 200.000 US-Dollar und fünf Angestellte an.
In den 2000er Jahren begann Prigoschin mit dem Aufbau einer Kette von Schnellrestaurants. Das Unternehmen scheiterte; das letzte Restaurant wurde 2011 geschlossen. Mit der Catering-Sparte seiner Firma Konkord bekam Prigoschin jedoch zahlreiche öffentliche Aufträge, darunter die Lieferung von Essen an Schulen und Kindergärten in Sankt Petersburg sowie an die russischen Streitkräfte. Außerdem begann Prigoschin Staatsbankette auszurichten. Er wurde daher auch als „Putins Koch“ oder „der Koch des Kreml“ bezeichnet. Prigoschin selbst wies die vor allem im Westen verwendeten Übernamen zurück: „Ich bin nicht Putins Koch, ich kann überhaupt nicht kochen!“
Neben der Catering- existierte auch eine weniger bekannte „Management und Consulting“-Sparte von Konkord. Prigoschins Mutter Violetta Kirovna Prigoschina und deren inzwischen verstorbener Ehemann Samuil Fridmanowitsch Tscharkoi bekleideten innerhalb der Konkord-Gruppe verschiedene Positionen.

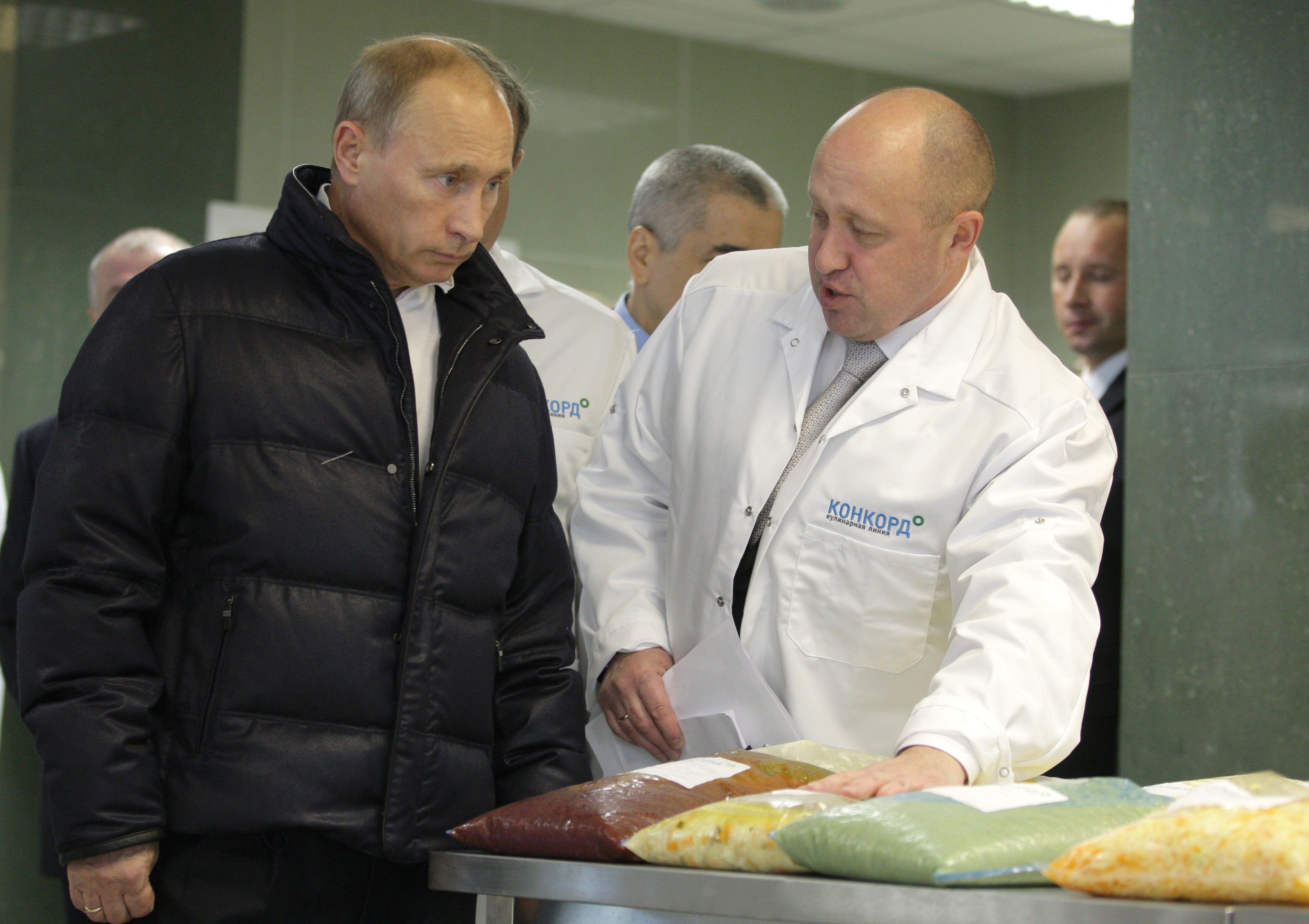
Wladimir Putin und Jewgeni Prigoschin (2010)

Im Jahr 2016 legte der Oppositionelle Alexei Nawalny in einem Bericht dar, dass Prigoschin von den Gesamtaufträgen des Verteidigungsministeriums im Wert von 180 Milliarden Rubel Aufträge in Höhe von 23 Milliarden Rubel bekommen hatte. Vehikel dazu waren laut Nawalny mehrere Unterfirmen, welche sich formal für die öffentlichen Ausschreibungen bewarben, in Wahrheit aber ein Monopol bildeten. Prigoschin strengte verschiedene Klagen gegen Suchmaschinenbetreiber an, weil sie nach seiner Meinung der Verbreitung von „falschen Informationen“ über ihn Vorschub geleistet hätten. Die Nowaja gaseta vermutete im Jahr 2017, er wolle die Sankt Petersburger Onlinezeitung Fontanka kaufen, die nach kritischen Veröffentlichungen in finanzielle Not geraten war. Nach Recherchen von Journalisten erwirtschafteten Prigoschins Firmen, u. a. durch den Bau von Kasernen, die Verpflegung von Soldaten sowie die Essensversorgung in Bildungseinrichtungen und Krankenhäusern, im Jahr 2022 umgerechnet etwa 52 Millionen Euro Gewinn.

### Propagandist für Russland
2023 berichteten verschiedene europäische Medien über geleakte Dokumente, dass eine Medienholding den „Grundstein“ für seine folgenden Aktivitäten gelegt habe. So kontrolliere sie diverse russische Nachrichtenseiten, überregionale Medien, habe Militärblogger auf Telegram finanziert und umfasse auch den Podcast Federal Agency News (FAN).
Prigoschin wird die Verantwortung für mehrere Propagandaaktionen zugeschrieben, die allesamt zum Ziel hatten, die Regierung von Präsident Putin in einem positiven Licht darzustellen. So wird Prigoschin als Eigentümer mit der „Internet-Forschungsinstitut“ (IRA) genannten Troll-Armee in Verbindung gebracht, einer Einrichtung, die putinfreundliche Propaganda im Internet verbreitet und zur Diffamierung von Putins Feinden beitragen soll. Weiterhin schickte Prigoschin im Jahr 2013 ein Filmteam in die Vereinigten Staaten, um dort nach russischen Auswanderern zu suchen, die vor laufender Kamera ihre Auswanderung als Fehler bereuen sollten. Ebenfalls wird Prigoschin der Aufbau einer Propagandaeinheit in der ukrainischen Stadt Charkiw vorgeworfen, die 2013 im Internet Äußerungen gegen den Euromaidan verbreitete, um so die Menschen gegen die damaligen Entwicklungen in der ukrainischen Hauptstadt Kiew einzunehmen.
Am 16. Februar 2018 wurde Prigoschin nach Ermittlungen des Sonderermittlers Robert Mueller in den Vereinigten Staaten von einer Grand Jury zusammen mit zwölf weiteren Russen wegen Wahleinmischung anlässlich der Präsidentschaftswahl in den Vereinigten Staaten 2016 angeklagt. Für Hinweise, die zur Festnahme führen, hat das FBI eine Belohnung von 250.000 US-Dollar ausgesetzt. Ebenfalls wurden dem von Prigoschin gegründeten Konzern Konkord mehrere Tarnfirmen zugeordnet, die der Troll-Armee Patriot Media Group (PMG) zugerechnet werden. Prigoschin war mutmaßlich in die Unterstützung einer Revolte in Afrika verwickelt. Anfang November 2022 – in der Endphase der (Halbzeit-)Wahlen in den Vereinigten Staaten – schrieb Prigoschin auf Vkontakte bezüglich russischer Einmischung in US-Wahlen: „Wir haben uns eingemischt, wir tun es und wir werden es weiter tun.“ Anfang 2023 gab Prigoschin offiziell die Gründung und Leitung der Trollfabrik IRA zu, nachdem er von vielen internationalen Medien im Rahmen einer gemeinsamen Recherche zu Desinformation, Propaganda und Cyberangriffen kontaktiert worden war. In seiner Stellungnahme gab Prigoschin außerdem zu, eine weitere Trollarmee zu unterstützen, die sich als „Cyber Front Z“ bezeichnet und im Internet Desinformation über Kriegsverbrechen im Russisch-Ukrainischen Krieg betreibt.

### Gruppe Wagner

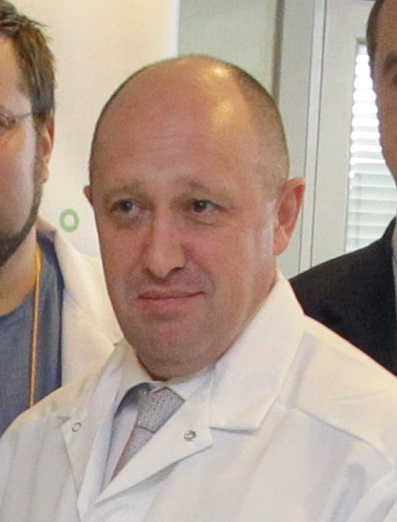
Jewgeni Prigoschin (2010)

Prigoschin war mit Dmitri Utkin ab etwa 2012 an der Schaffung der privaten Sicherheits- und Militärorganisation Gruppe Wagner beteiligt, die als „privates Sicherheits- und Militärunternehmen“ Söldner zur Durchsetzung russischer Interessen in Krisengebieten einsetzt. Dabei wurde die Verbindung Prigoschins zu Wagner in der Öffentlichkeit zunächst verschleiert; spätestens aber seit dem Krieg in der Ukraine trat er öffentlich als Kopf der Organisation auf.

#### Syrien und internationale Krisenherde
Jewgeni Prigoschin galt als Inhaber eines Firmennetzwerks, zu dem auch die Ölfirma Evro Polis gehört. Evro Polis soll im Bürgerkrieg in Syrien Rechte für Anteile aus der Ausbeutung von Ölquellen in Syrien erhalten haben, deren Vergabe nach Presserecherchen an die Bedingung geknüpft war, die Quellen zunächst mit eigenen Kräften von der Terrormiliz IS zu erobern und zu sichern. Prigoschin soll mit Evro Polis seit 2016 einen Vertrag mit der syrischen Regierung haben, nach dem 25 % der Gewinne aus Öl- oder Gasfeldern an Evro Polis fallen, wenn russische Söldner die Anlagen zuvor vom Islamischen Staat erobert haben. Darüber hinaus wird die Gruppe Wagner für verdeckte Operationen in ausländischen Konfliktherden eingesetzt, überwiegend in Asien und in Afrika, um im Ausland russische Interessen militärisch vertreten zu können, ohne dabei mit offiziellen Streitkräften einzugreifen.
Nach dem Nichteingreifen der russischen Armee bei US-amerikanischen Luftangriffen auf Wagner-Söldner im Jahr 2018 in Syrien verstärkte sich Prigoschins Groll gegen den russischen Verteidigungsminister und Armeegeneral Sergei Schoigu und die ihm unterstehende Armeeführung von Waleri Gerassimow.

#### Ukraine
Die Gruppe Wagner trat ab 2014 verdeckt im Krieg in der Ukraine ein. Ab 2022 rekrutierte Prigoschin persönlich im Namen der Gruppe Wagner in russischen Straflagern Gefangene für den Kriegseinsatz in der Ukraine und bekannte sich damit erstmals offen als deren Befehlshaber. Dabei versprach er denjenigen, die sich für den Einsatz entschieden, eine Begnadigung, sofern sie sechs Monate an der Front überlebten. Er stellte auch klar, dass die Entscheidung der Gefangenen endgültig sei, da sich diese, wenn sie sich an der Front befänden, nicht mehr umentscheiden könnten. All jene, die sich an der Front umentscheiden und doch nicht kämpfen wollten, würden als Deserteure von einem Exekutionskommando erschossen werden. Um als Mitglieder von Wagner in der Ukraine kämpfen zu können, würden die Verurteilten zuvor von Präsident Putin begnadigt.
Der Strafgefangene und im Sommer 2022 als Wagner-Söldner rekrutierte Russe Jewgeni Nuschin hatte sich im September 2022 den Ukrainern ergeben und wurde dann nach einer Entführung aus Kiew oder nach einem ukrainisch-russischen Gefangenenaustausch als Verräter von Wagner-Söldnern mit einem Vorschlaghammer hingerichtet. Diesen Vorfall kommentierte Prigoschin im November 2022 mit den Worten: „Ein Hund erhält den Tod eines Hundes […] Nuschin war ein Verräter.“ In einem Brief an den russischen Generalstaatsanwalt bestritt er indessen, dass Wagner etwas mit Nuschins Ermordung zu tun habe, und behauptete, dass US-amerikanische Geheimdienste dahintersteckten.
Im Februar 2023 ließ Prigoschin mehrere Audiobotschaften von sich veröffentlichen, in denen er dem russischen Verteidigungsminister Sergei Schoigu, der eine eigene Söldnertruppe ähnlich der Gruppe Wagner unterhält und im Krieg gegen die Ukraine einsetzt, und dem Generalstabschef Waleri Gerassimow unterstellt, den russischen Streitkräften Befehle zu erteilen, die Organisation Wagner nicht mit Munition zu beliefern und ihr keine Luftunterstützung zu geben. Prigoschin beklagte unter anderem, dass ein „direkter Widerstand“ die Zerstörung der Gruppe Wagner plane, was einem „(Hoch)Verrat“ gleichkomme, während Wagner „für Bachmut kämpft und täglich Hunderte Kämpfer verliert“. Prigoschin beschwerte sich bei den Audioaufnahmen über fehlende Munitionslieferungen und warf ranghohen Beamten vor, Russland und die in der Ukraine kämpfenden Russen als ihr Eigentum zu betrachten und entschieden zu haben, diese „Menschen sollten sterben, wenn es für sie günstig ist“ und wenn die notwendigen Vorräte fehlten. Er selbst könne keine individuellen Anfragen und Beschwerden mehr schreiben, weil sie niemand lese. Er sei „nicht in der Lage, dieses Problem zu lösen, trotz all meiner Verbindungen und Kontakte“. Er habe keine Optionen und gehe nun bis zum Äußersten. Die Söldnerorganisation Gruppe Wagner gab später an, in der Schlacht um Bachmut 22.000 eigene Mitglieder verloren zu haben. Das russische Verteidigungsministerium bestritt noch am selben Tag in einer Gegendarstellung, Lieferungen von Munition an Freiwillige an der Front zu begrenzen, und erklärte, „Versuche zur Spaltung der verschiedenen russischen Kampfgruppen“ seien „kontraproduktiv und nur im Interesse des Feindes“. Zeitgleich zum Streit zwischen Prigoschin und Schoigu lobte Ramsan Kadyrow die Gruppe Wagner und erklärte, selbst eine Söldnertruppe gründen zu wollen.

#### Aufstand gegen die Armeeführung

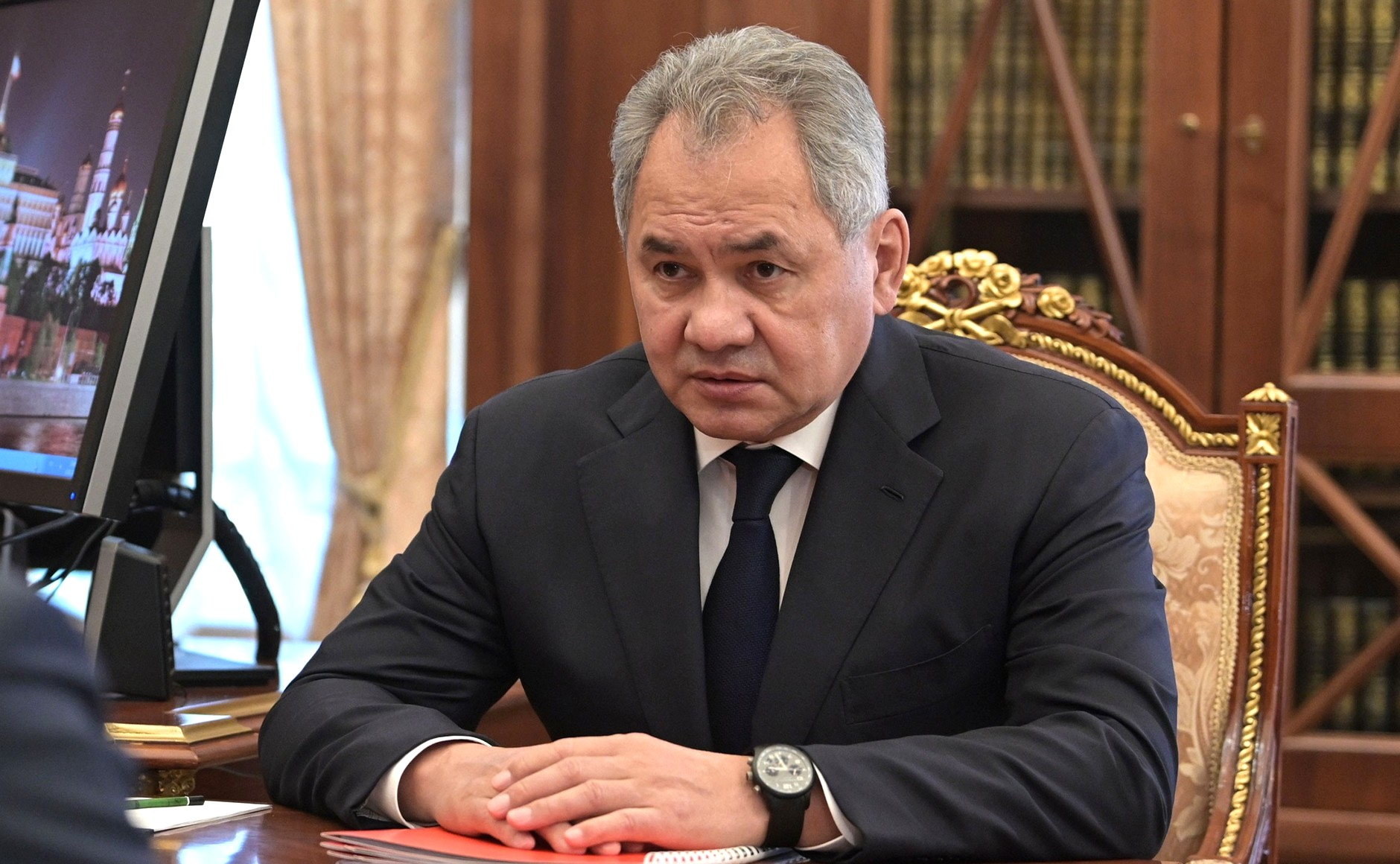
Der russische Verteidigungsminister Sergei Schoigu war neben dem Chef des Generalstabs, Waleri Gerassimow, einer der Erzfeinde Prigoschins

Nach der Besetzung von Bachmut Ende Mai 2023, bei der Prigoschins Wagner-Truppen maßgeblich beteiligt waren, versuchte das Verteidigungsministerium, alle Söldnertruppen in die reguläre Armee zu integrieren, und verschärfte so den bisher schwelenden Konflikt mit Prigoschin. Am 23. Juni 2023 veröffentlichte Prigoschin mehrere Videobotschaften von sich, darunter einen halbstündigen Monolog über den Russisch-Ukrainischen Krieg, in dem er mehreren russischen Propagandaerzählungen widersprach, darunter der, dass sich die Ukraine vor Beginn der russischen Invasion aggressiv gegenüber Russland verhalten hätte. Prigoschin behauptete unter anderem, dass diese Erzählungen vom russischen Verteidigungsministerium ausgingen und damit sowohl der russische Staatspräsident als auch die russische Öffentlichkeit getäuscht wurden. In einer weiteren Videobotschaft rief er die russische Bevölkerung zum Widerstand gegen die Militärführung auf; der russische Geheimdienst leitete noch am selben Abend Ermittlungen wegen des Vorwurfs eines bewaffneten Aufstands ein.
Prigoschins Truppen marschierten in den frühen Morgenstunden des 24. Juni in die Stadt Rostow am Don ein und besetzten die dortigen Militäreinrichtungen. Präsident Wladimir Putin wandte sich in einer Fernsehansprache an die Bevölkerung; er sprach von Hochverrat und bestätigte, dass in Rostow die Arbeit der zivilen und militärischen Verwaltung blockiert sei. Im Laufe des Vormittags waren die Wagner-Truppen bis auf die weiter nördlich gelegene Stadt Woronesch vorgedrungen und setzten ihren Vormarsch in Richtung Moskau fort.
Noch am selben Abend wurde nach Vermittlung des belarussischen Präsidenten Aljaksandr Lukaschenka bekanntgegeben, dass der Aufstand und Vormarsch auf Moskau abgebrochen werde. Zu diesem Zeitpunkt waren die Wagner-Truppen bereits bis etwa 200 Kilometer südlich von Moskau vorgedrungen. Mit der Einigung erlangten die beteiligten Wagner-Söldner und Prigoschin Straffreiheit als Gegenleistung für den Abbruch des Aufstandes. Prigoschin sollte in Folge der Vereinbarung nach Belarus ins Exil gehen.
Am 27. Juni bestätigte Lukaschenka, dass Prigoschin gemäß der mit der russischen Regierung getroffenen Vereinbarung in Belarus eingetroffen sei. Wenige Tage nach dem Aufstand wurde Prigoschin jedoch mit 35 Kommandeuren der Gruppe Wagner vom russischen Staatspräsidenten Putin im Kreml empfangen. Dieses Treffen wurde vom Sprecher des russischen Präsidialamts, Dmitri Peskow, bestätigt. Laut Peskow haben die Wagner-Angehörigen dem russischen Staatspräsidenten „ihre eigene Version vom 24. Juni geschildert“ und ihm zugesichert, dass sie „treue Unterstützer“ des russischen Militärs sowie des „Oberbefehlshabers“ Putin seien. Putin habe den Wagner-Angehörigen angeboten, weiter für Russland in der Ukraine zu kämpfen, jedoch unter der Bedingung, dem Verteidigungsministerium zu unterstehen. Putin bot dabei an, dass sie dabei dem ehemaligen Wagner-Kommandeur Andrei Troschew unterstellt sein könnten. Dieser wurde von einem Ex-Söldner der Gruppe Wagner als führungsschwache Persönlichkeit und Alkoholiker beschrieben.
Nach dem Aufstand veröffentlichten mehrere staatliche und private russische Medien von russischen Strafverfolgungsbehörden aufgenommene Bilder von Prigoschins Haus, das im Zuge des Aufstands von russischen Strafverfolgungsbehörden durchsucht worden war. Bei der Durchsuchung fanden die Ermittler den Bildern zufolge unter anderem Dollar- und Rubelbündel, Goldbarren, zahlreiche Waffen, aber auch mehrere Pässe mit unterschiedlichen Namen und einen Schrank voller Perücken, die Prigoschin Selfies zufolge zur Tarnung bei Auslandsreisen mitnahm. Die russische Onlinezeitung Fontanka berichtete knapp zwei Wochen nach dem Aufstand, dass Prigoschin seine konfiszierten Waffen und beschlagnahmtes Geld und Gold im Wert von umgerechnet 100 Millionen Euro vom russischen Inlandsgeheimdienst FSB zurückererhalten hatte.

### Tod bei Flugzeugabsturz
Am 23. August 2023 stürzte ein auf die Wagner-Gruppe gemeldetes Geschäftsflugzeug auf dem Flug von Moskau nach St. Petersburg mit zehn Personen an Bord unter ungeklärten Umständen ab (siehe Absturz einer Embraer Legacy 600 der Gruppe Wagner). Laut russischen Regierungsstellen stand Prigoschins Name auf der Passagierliste des Fluges; eine staatliche Ermittlungsstelle bestätigte die Identität der Opfer nach einem DNA-Abgleich. Auch Prigoschins Vertrauter Dmitri Utkin befand sich unter den Opfern.
Wenige Tage vor seinem Tod hatte sich Prigoschin mit einem Video gemeldet, in dem er behauptete, im Rahmen eines Wagner-Einsatzes in Afrika zu sein. Dort machte er nach Angaben westlicher Geheimdienste in Libyen, der Elfenbeinküste und Mali halt, um laufende Wagner-Einsätze zu managen und einen in der Elfenbeinküste geplanten Einsatz vorzubereiten. Laut Angaben des Investigativjournalisten Christo Grosew war Prigoschin auch in Afrika gewesen, um zu verhindern, dass der russische Militärgeheimdienst GRU den Aufgabenbereich der Gruppe Wagner in Afrika übernimmt. Wagner-Kommandeure erklärten, Prigoschin sei unter dem Vorwand nach Russland bestellt worden, um Afrika-Verträge zwischen der Gruppe Wagner und dem russischen Staat abzuschließen. Mehrere westliche Geheimdienste bestätigten, dass für Prigoschin Termine in Moskau mit Vertretern des russischen Sicherheitsapparates nach seiner Afrikareise anstanden. Dem Russlandexperten Mark Galeotti zufolge wähnte sich Prigoschin vor Attentaten in Sicherheit, weil er glaubte, er und sein in Afrika aufgebautes Netzwerk seien noch nützlich für das Putin-Regime.

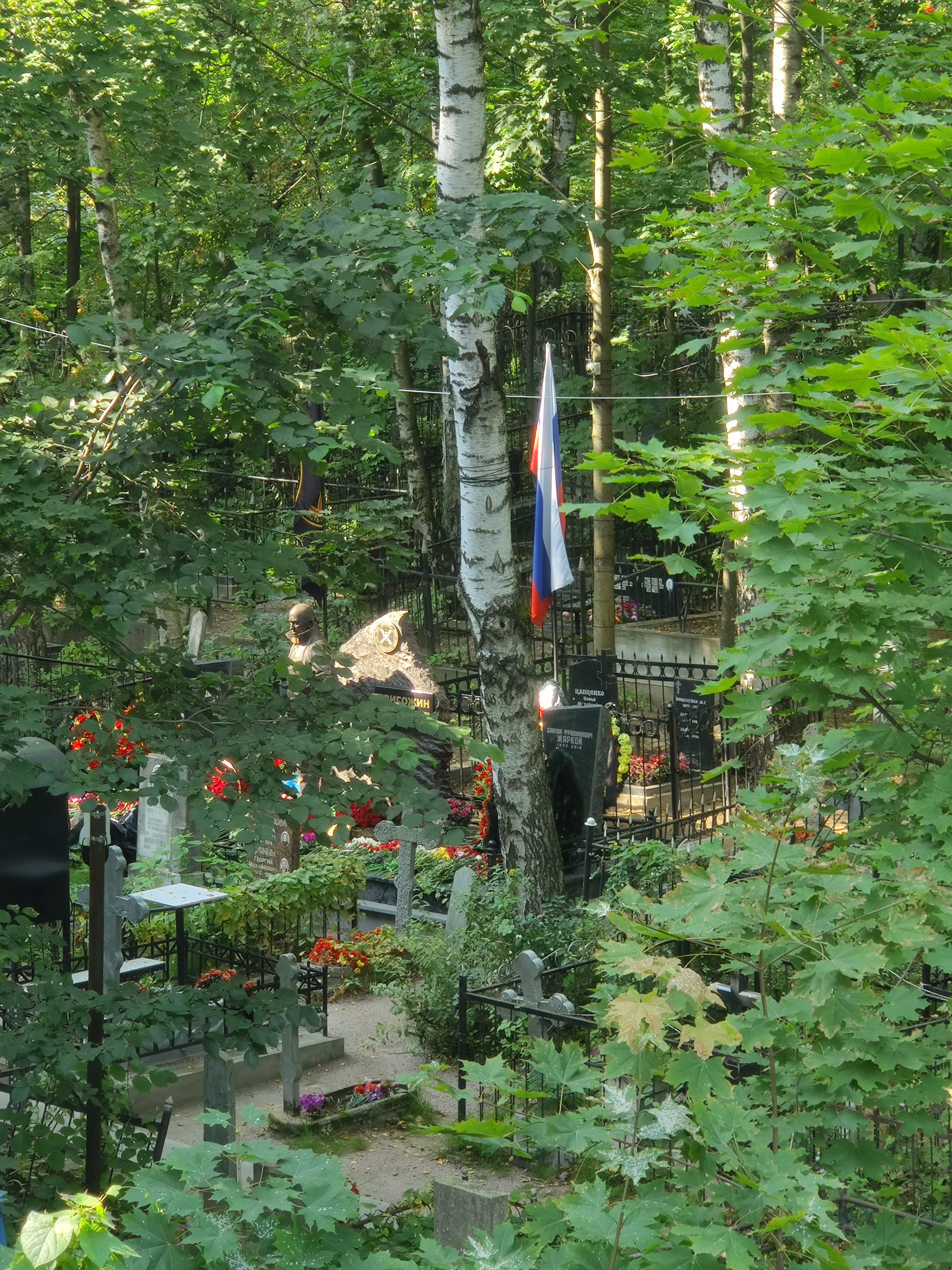
Grab mit Bronzestatue

Prigoschin war einer von mehreren einflussreichen russischen Geschäftsleuten, die 2022 und 2023 unter mysteriösen Umständen ums Leben kamen.
Laut westlichen Geheimdiensten und einem ehemaligen russischen Geheimdienstmitarbeiter hat der russische Sicherheitsrat unter Führung von Nikolai Patruschew die Tötung von Prigoschin angeordnet. Der russische Staatspräsident Wladimir Putin sei vorab über die Attentatspläne informiert worden und habe keine Einwände dagegen erhoben.
Auf dem Porochowskoje-Friedhof in Sankt Petersburg befindet sich Prigoschins Grab, mit lebensgroßer Bronzestatue von ihm.

## Familie
Jewgeni Prigoschin war mit Ljubow Walentinowna Prigoschina (* 1970) verheiratet, mit der er zwei Töchter und einen Sohn hatte. Seine Tochter Polina Jewgenjewna Prigoschina (* 1992) ist im Hotelgeschäft und im Pferdehandel tätig. Mit der Teilnahme an den Europameisterschaften der Nachwuchsspringreiter in Comporta (Portugal) 2011 begann sie eine sportliche Karriere im Springreiten. Zwischen 2012 und 2014 führte sie einen Reitstall in Winsen (Aller) in der Lüneburger Heide. Seit 2022 unterliegt sie internationalen Sanktionen verschiedener Länder. Sein Sohn Pawel Jewgenjewitsch Prigoschin (* 1998) ist Eigentümer des Hotelkomplexes Lachta Plaza sowie der auch unter dem Namen „Versailles des Nordens“ vermarkteten Prominentensiedlung Lachta Park, die von Baufirmen seines Vaters errichtet wurde und wo die Familie ein Palais besitzt. Beide Objekte, die in unmittelbarer Nähe zum Lachta-Zentrum in Sankt Petersburg liegen, wurden ihm von seiner Mutter überschrieben, nachdem diese mit internationalen Sanktionen belegt worden war und die geschäftlichen Aktivitäten für ihren Mann stark hatte einschränken müssen. Pawel Prigoschin selbst wurde im Juni 2022 auf die Sanktionsliste der Europäischen Union gesetzt. Er soll sich 2022 bei der Gruppe Wagner in Syrien aufgehalten haben. Jewgeni Prigoschins jüngste Tochter erlangte im Frühjahr 2023 die Volljährigkeit.
Unmittelbar nach Prigoschins Tod nahm seine Witwe wieder ihren Mädchennamen Krjaschewa an. Sie hatte die Jahre zuvor getrennt von ihm gelebt.

## US-Sanktionen und FBI-Ermittlungen
Im Zuge der Sanktionen der Europäischen Union als Reaktion auf den Giftanschlag auf Alexei Nawalny wurde zusätzlich Jewgeni Prigoschin am 15. Oktober 2020 aufgrund seiner finanziellen Verbindungen zur Gruppe Wagner mit Sanktionen belegt. Damit wurde ihm eine Einreise in die EU verboten und Gelder auf EU-Konten sowie Vermögen sind gesperrt. Unter Präsident Joe Biden erließen die USA im März 2021 Sanktionen in Form von Kontensperrungen gegen dieselben sieben Personen, die von der EU im Oktober 2020 wegen des Giftanschlags sanktioniert wurden. Im März 2022 verhängte das OFAC weitere Sanktionen gegen Prigoschin, seine Familie, seine Unternehmen und mehrere seiner Mitarbeiter wegen der Beteiligung Prigoschins am Cyberkrieg im Bezug zum Russland-Ukraine-Krieg. Im August 2022 wurde bekannt, dass das FBI bezüglich einer „mutmaßliche(n) Beteiligung an einer Verschwörung zum Wahl-Betrug“ in den USA 250.000 Dollar für entscheidende Hinweise ausgelobt hat.

## Trivia
- Prigoschin trat während seiner Zeit als Restaurantbesitzer auch als Autor eines Kinderbuchs in Erscheinung, das er zusammen mit seinen Kindern Polina und Pawel verfasste und möglicherweise auch selbst illustrierte. Das reich bebilderte Buch erschien 2002 in einer Auflage von 2000 Stück in Sankt Petersburg.[82]
- Prigoschin, unter dem in der Schlacht um Bachmut nach Angaben seiner Söldnerorganisation Gruppe Wagner 22.000 eigene Mitglieder fielen,[55] verwendete den Spruch Fracht 200 – wir bleiben zusammen (Груз 200 – мы вместе) als Patch auf seiner Uniform.[95][6]
- Als sich das Europäische Parlament im Herbst 2022 anschickte, Russland für seine Unterstützung des Terrorismus zu verurteilen, gab Prigoschin an, einen blutigen Vorschlaghammer mit dem Logo der Gruppe Wagner an das Europäische Parlament in einem Geigenkasten überreicht zu haben.[96] Vorschlaghämmer und Geigenkästen gelten in Russland als Symbole für Wagner. Nach dem Flugzeugabsturz legten Trauernde an provisorischen Denkmälern neben Blumen, Kerzen und Fotos auch Vorschlaghämmer nieder.[97]
- Nach seinem Tod fand Prigoschin als „Postskriptum“ auf Platz 52 in der Liste der „50 einflussreichsten Juden“ der Jerusalem Post Erwähnung.[98]